# Black Knight
Black Knight (Brasil: Loucuras na Idade Média / Portugal: O Cavaleiro Negro) é um filme estadunidense, do gêneros comédia, fantasia e aventura, dirigido por Gil Junger e estrelado por Martin Lawrence.

## Enredo
Jamal Walker trabalha em um parque temático sobre a Idade Média. Certo dia, enquanto limpava o fosso do local, Jamal encontra um medalhão e acaba sendo sugado para dentro dele. Ao acordar, ele percebe que está na  Inglaterra, em pleno ano de 1328. Após testemunhar uma decapitação, ele descobre que tudo ali é verdade. Jamal acaba sendo confundido pelo Rei Leo como um mensageiro da Normandia, e ao salvar a vida deste, é proclamado lorde e segurança, utilizando o nome de "Jamal Skywalker". Ao conhecer a bela camareira e camponesa Victoria, Jamal descobre que Leo chegou ao trono de maneira desonesta, usurpando o posto da antiga rainha e demitindo o cavaleiro Knoltes, agora um bêbado. Percebendo que precisa ajudar o povo na luta contra a tirania do rei, Jamal decide lutar contra os nobres, mesmo que para isso, precise usar táticas modernas de seu tempo,  usadas no futebol americano e no wrestling profissional, entre várias outras.

## Elenco
- Martin Lawrence como Jamal Walker / "Skywalker"
- Marsha Thomason como Victoria, a camareira e Nicole
- Tom Wilkinson como Sir Knolte de Marlborough
- Kevin Conway como Rei Leo
- Vincent Regan como Percival
- Daryl Mitchell como Steve
- Michael Countryman como Phillip
- Jeannette Weegar como Princesa Regina
- Erik Jensen como Derek
- Dikran Tulaine como Dennis
- Helen Carey como A Rainha
- Robert Alan Harris como Escudeiro do Rei Leo

## Recepção
O filme recebeu críticas negativas em sua maioria, recebendo um 14% no Rotten Tomatoes, onde o "consenso crítico" foi declarado como "Black Knight se sente como um filme preguiçosamente construído, cheio de gags coxos e assalto constante de Lawrence." No Metacritic, o filme mantém uma pontuação de 32 em 100, com base em 26 críticos, indicando "revisões geralmente desfavoráveis".

## Bilheteria
O filme estreou em 4° lugar nas bilheterias dos Estados Unidos em sua semana de estreia fez US$ 11.2.[3] Black Knight em última análise, arrecadou US$ 39.9 milhões em todo o mundo, deixando de recuperar o seu orçamento de US$ 50 milhões, tornando-se um fracasso nas bilheterias.